# Jean Le Droff
Pas d'image ? Cliquez ici

a Compétitions nationales et continentales officielles uniquement.

b Matchs officiels uniquement.
Dernière mise à jour le 13 novembre 2021.
Jean Le Droff, né le 22 juin 1939 à Ordan-Larroque (Gers) et mort le 11 novembre 2021 à l'hôpital de Rangueil à Toulouse, est un joueur de rugby à XV qui a joué avec l'équipe de France et le FC Auch. Il évoluait au poste de deuxième ligne (1,95 m pour 102 kg).

## Biographie
Il effectue toute sa carrière au FC Auch avec lequel il joue plus de 10 ans en équipe première du début des années 1960 au début des années 1970.
Avec le club gersois, il dispute un quart de finale du challenge Yves du Manoir en 1965 et un quart de finale du Championnat en 1970.
Il connaît également neuf sélections en équipe de France entre 1963 et 1971.
La même année, sa carrière est ralenti par sa fracture du bras lors de la tournée de l'équipe de France en Afrique du Sud,.
À l'issue de sa carrière, il se consacre à son exploitation agricole située à Ordan-Larroque.

## Carrière

### En club
- FC Auch

### En équipe nationale
Il a disputé son premier test match le 14 avril 1963, contre l'équipe d'Italie. Son dernier match international fut contre l'équipe d'Écosse le 16 janvier 1971, dans le cadre du Tournoi des cinq nations.

## Palmarès
En sélection
- Sélection en équipe nationale : 9
- Sélections par année : 2 en 1963, 3 en 1964, 2 en 1970 et 2 en 1971
- Tournoi des Cinq Nations disputé : 1964, 1970 et 1971
- Co-vainqueur du tournoi en 1970